# Saulzais-le-Potier
Saulzais-le-Potier is een Franse gemeente in het uiterste zuiden van het departement Cher, dicht bij de grens met Allier en Limousin.
De gemeente telt 503 inwoners en was ooit het centrum van de grès rouge, een hardsteen waarmee wegen en huizen werden gebouwd. Thans is er voornamelijk agricultuur en agrotoerisme. Het is een van de gemeenten uit de streek die claimen het geografisch middelpunt van Frankrijk te zijn.

## Demografie
Onderstaande figuur toont het verloop van het inwoneraantal van Saulzais-le-Potier vanaf 1962.

1. ↑  Populations de référence 2022.